# 农药国家工程研究中心（天津）
农药国家工程研究中心（天津），位于天津市南开区南开大学八里台校区，1995年11月国家计划经济委员会批准南开大学投资3,600万元依托元素有机化学研究所筹建农药国家工程研究中心（天津）。